# Posterstein
Posterstein è un comune della Germania di 466 abitanti situato nel circondario dell'Altenburger Land in Turingia.